# Crestview Hills (Kentucky)
Crestview Hills es una ciudad ubicada en el condado de Kenton, en el estado estadounidense de Kentucky. En el Censo de 2010 tenía una población de 3148 habitantes y una densidad de 625,55 personas por km².

## Geografía
Crestview Hills se encuentra ubicada en las coordenadas 39°1′28″N 84°34′12″O / 39.02444, -84.57000. Según la Oficina del Censo de los Estados Unidos, Crestview Hills tiene una superficie total de 5.03 km², de la cual 4.95 km² corresponden a tierra firme y (1.65%) 0.08 km² es agua.

## Demografía
Según el censo de 2010, había 3148 personas residiendo en Crestview Hills. La densidad de población era de 625,55 hab./km². De los 3148 habitantes, Crestview Hills estaba compuesto por el 95.52% blancos, el 2.13% eran afroamericanos, el 0.1% eran amerindios, el 0.95% eran asiáticos, el 0.29% eran isleños del Pacífico, el 0.16% eran de otras razas y el 0.86% pertenecían a dos o más razas. Del total de la población el 0.54% eran hispanos o latinos de cualquier raza.